# 旅立つキミへ
「旅立つキミへ」（たびだつきみへ）は、RSPの9枚目のシングル。2010年3月10日発売。

## 解説
2010年第1弾シングル。
3rdシングル「感謝。」以来6作品ぶりのアンサーソングではない楽曲。
「感謝。」と同じくテレビアニメ『BLEACH』主題歌に使用された。
DVD付初回限定盤と通常盤の2形態で発売。
DVDには「旅立つキミへ」のミュージック・ビデオとメイキング映像を収録している。

## 収録曲

### CD
1. 旅立つキミへ
作詞：Kanako Kato, RSP／作曲：RSP, Jeff Miyahara, Pochi／
編曲：Jeff Miyahara, Pochi
テレビ東京系アニメ『BLEACH』エンディング・テーマ（2010年2月2日 - 2010年4月6日放送分）
2. 明るい光の中で
作詞：Sarari Matsubara, RSP／作曲：Kengo Minamida／編曲：KOSH
3. 夢道 
作詞：Reika Yuuki, RSP／作曲：Reika Yuuki／編曲：CHOKKAKU
4. 旅立つキミへ -instrumental-

### DVD
1. 旅立つキミへ (Music Video)
2. making of 旅立つキミへ